# Un et Huit
Pour plus de détails, voir Fiche technique et Distribution.
Un et Huit (一个和八个, Yīge hé bāge) est un film chinois réalisé par Zhang Junzhao, sorti en 1983.
Il est inspiré par le poème du même nom de Guo Xiaochuan.

## Synopsis
Durant la seconde guerre sino-japonaise, huit criminels et un officier accusé injustement sont détenus par la 8e armée de route.

## Fiche technique
- Titre original : 一个和八个, Yīge hé bāge
- Titre français : Un et Huit[1],[2],[3]
- Réalisation : Zhang Junzhao
- Scénario : Zhang Ziliang
- Photographie : Xiao Feng et Zhang Yimou
- Pays d'origine : Chine
- Format : Couleurs - 35 mm - 1,85:1 - Dolby Digital
- Genre : guerre
- Durée : 86 minutes
- Date de sortie : 1983

## Distribution
- Tao Zeru : instructeur Wang
- Chen Daoming : chef
- Lu Xiaoyan : agent de santé
- Wei Zongwan : vieux Wan
- Xie Yuan : espion